# Lednik Komsomolets
Lednik Komsomolets (ryska: Ледник Комсомолец) är en glaciär i Kirgizistan.   Den ligger i oblastet Ysyk-Köl Oblusu, i den östra delen av landet, 400 km öster om huvudstaden Bisjkek. Lednik Komsomolets ligger 3 973 meter över havet.
Terrängen runt Lednik Komsomolets är mycket bergig.  Trakten runt Lednik Komsomolets är nära nog obefolkad, med mindre än två invånare per kvadratkilometer. Det finns inga samhällen i närheten. Trakten runt Lednik Komsomolets är permanent täckt av is och snö.